# Saffet Sancaklı
Saffet Sancaklı (ur. 27 lutego 1966 w Tutinie w Serbii) – turecki piłkarz grający na pozycji napastnika.

## Kariera klubowa
Saffet urodził się w Serbii, w rodzinie pochodzenia bośniackiego. W młodym wieku wyemigrował do Turcji i tam też rozpoczął karierę piłkarską w klubie Kültürspor. Grał tam w latach 1983–1985, a następnie został zawodnikiem Vefa SK, w którym przez dwa lata występował na boiskach drugiej ligi. W 1987 roku po jego spadku do trzeciej ligi Saffet odszedł do pierwszoligowego Beşiktaşu JK, jednej z czołowych drużyn w kraju. W zespole ze Stambułu spędził jednak tylko jeden sezon. Nie mając miejsca w składzie odszedł do Eskişehirsporu. Po roku odszedł jednak z klubu i trafił do Konyasporu, a w 1990 roku stał się zawodnikiem Sarıyersporu. W 1991 roku podpisał kontrakt z Kocaelisporem. Przez trzy sezony był podstawowym zawodnikiem zespołu z Izmitu i jego najlepszym strzelcem. W tym okresie zaliczył 63 trafienia w pierwszej lidze Turcji.
W 1994 roku Saffet wrócił do Stambułu i tym razem zaczął występować w drużynie Galatasaray SK. Przez półtora roku strzelił 24 bramki w lidze dla „Cimbom”, jednak nie odniósł większych sukcesów poza zajęciem 3. miejsca w tabeli. W 1995 roku powrócił do Kocaelisporu i grał w nim w sezonie 1995/1996. Po jego zakończeniu zaliczył swój trzeci klub ze Stambułu, Fenerbahçe SK. W 1997 roku zajął z „Kanarkami” 3. lokatę w lidze, a w 1998 roku wywalczył wicemistrzostwo Turcji. Ostatnim klubem w karierze Saffeta był ponownie Konyaspor, w barwach którego grał w sezonie 1998/1999. Karierę piłkarską zakończył licząc 33 lata.

## Kariera reprezentacyjna
W reprezentacji Turcji Saffet zadebiutował 16 grudnia 1992 roku w przegranym 1:3 meczu eliminacji do Mistrzostw Świata w USA z Holandią. Natomiast pierwsze dwie bramki w reprezentacji strzelił w październiku 1994 przeciwko Islandii (5:0). W 1996 roku został powołany przez selekcjonera Fatiha Terima do kadry na Euro 96. Tam zagrał we wszystkich trzech meczach: przegranych 0:1 z Portugalią i Chorwacją oraz 0:3 z Danią. Ostatni mecz w kadrze narodowej rozegrał w listopadzie tamtego roku przeciwko San Marino (7:0). Łącznie wystąpił w niej 19 razy i strzelił 6 goli.